# Шваненберга, Лизете
Лизе́те Шва́ненберга (латыш. Lizete Švanenberga, 1902 г., Лужня, Курляндия, Российская империя (ныне Таргальская волость Вентспилсского края, Латвия) — 1987 г., Лужня, Вентспилсский район, Курземе, Латвийская ССР, СССР) — последняя носительница северного (Курземского) диалекта ливского языка.

Все в домах Лужны занимались рыболовством и обрабатывали землю. Кто хотел ловить рыбу, могл обойтись только рыбной ловлей./../ Кто хотел, могл выжить тем, что дает земля, только немного не хватало. /../ Каждый хозяин ловил рыбу за себя. Во время Барона можно было идти в море со столькими лодками, сколько каждый хотел и мог /../. Если у кого-то не было лодок, тогда бросались двое вместе. У кого была лодка, тот давал другому, если договорятся. По большей части расходы и доходы улова делили напополам.— 

## Биография
Проучилась 2 года в школе. Затем отец-моряк взял её в Одессу и Севастополь. В дальнейшем она вернулась в Латвию. Похоронена в ливской деревне Лужна.
Она любила рассказывать как видела Ленина и Сталина и как она морочила голову детям царей на севастопольском железнодорожном вокзале.